# Pizza Haven (Австралія)
Pizza Haven — нині неіснуюча мережа та франшиза ресторанів піцерій Австралії і Нової Зеландії.
Заснована в 1984 році, чотирма братами Еваном, Луї, Білом і Габріелом Крісто за допомогою іпотечного кредиту в розмірі 24 000 доларів, який повинен був піти на будинок батькам. Перша торгова точка Pizza Haven була відкрита в Гленелгу, Аделаїда. Нанявши двадцять чоловік, брати Крісто активно брали участь у роботі. Pizza Haven перетворилася на невелику франшизу. 
У січні 2005 року новозеландські ресторани Pizza Haven були придбані Domino's Pizza, і більшість було ребрендовано на Domino's, тоді як деякі ресторани змогли залишатися під брендом Pizza Haven. Однак згодом всі ресторани Pizza Haven стали Domino's Pizza. У липні 2008 року було оголошено, що Pizza Haven Australia придбана мережею піцерій Eagle Boys (яку в свою чергу придбала Pizza Hut у 2016 році).